# Kawasaki Z 125

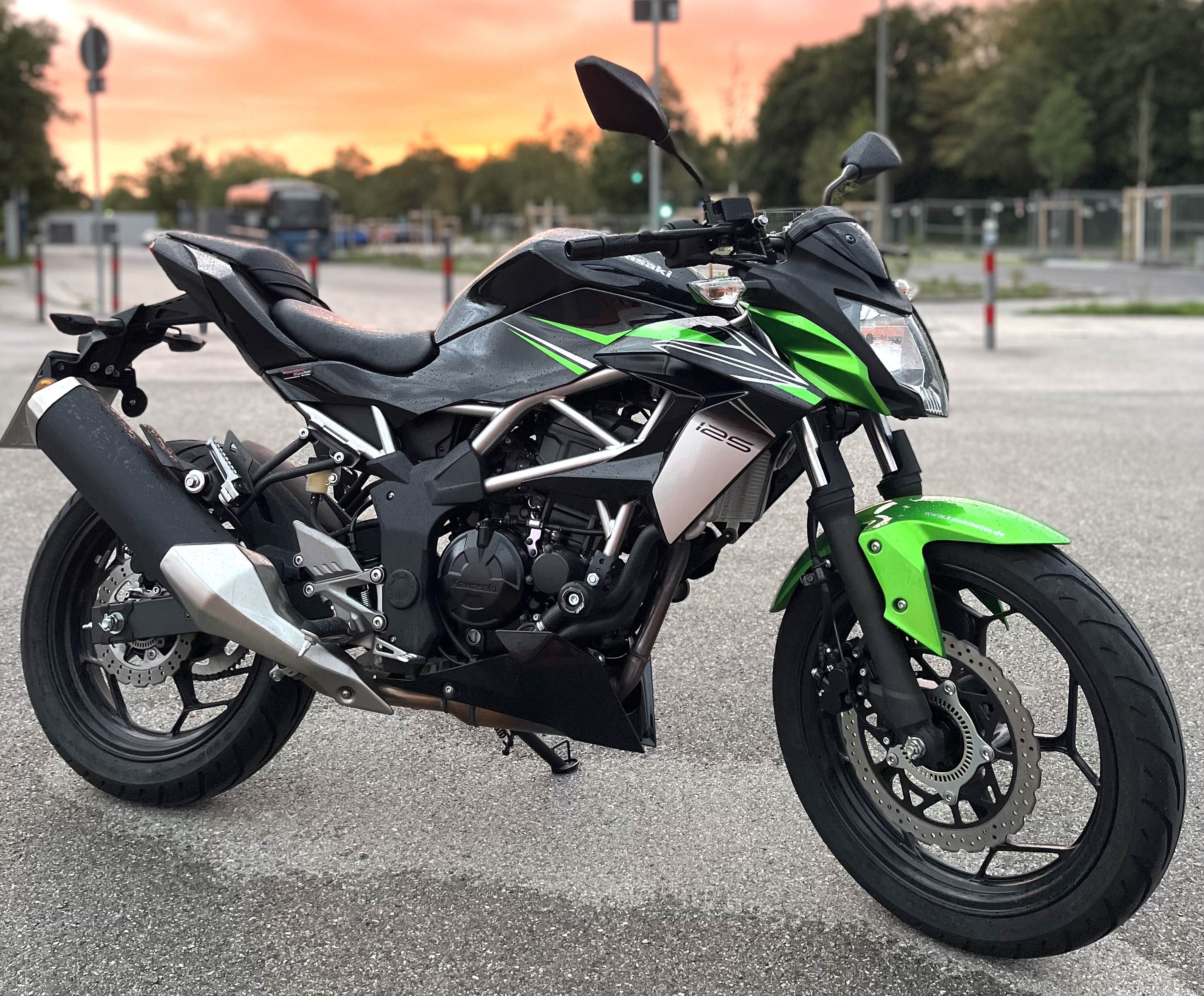
Kawasaki Z 125 von 2023 in Candy Lime Green

Unter dem Namen Kawasaki Z 125 erscheint seit 2019 jährlich ein neues Motorradmodell von Kawasaki Heavy Industries, wobei es allgemein nur farbliche und preisliche Unterschiede gibt.

## Konstruktion

### Antrieb
Das Motorrad hat einen flüssigkeitsgekühlten 4-Takt-Einzylindermotor mit 125 cm³ Hubraum, worauf der Name bezogen ist. Der Motor leistet 15 PS (11 kW) bei einer Drehzahl von maximal 10.800/min und 11,7 Nm als Drehmoment. Das Verdichtungsverhältnis beträgt 11,7 : 1. Es ist der gleiche Motor wie in der Kawasaki Ninja 125. Die Höchstgeschwindigkeit der Z 125 beträgt 117 km/h.

### Fahrwerk
Das Fahrwerk besteht im Wesentlichen aus einem Gitterrohrrahmen mit Teleskopgabel mit 37 mm Standrohrdurchmesser und einer Hinterradschwinge.

### Getriebe
Das Sechsganggetriebe wird mit einem Fußschalthebel bedient, eine Ganganzeige gibt es bei dem Standardmodell nicht.

## Geschichte
Auf der EICMA 2017 wurde das Naked Bike erstmals vorgestellt.

## Design

### Version 2019
Das Modell aus dem Jahr 2019 ist in Weiß mit schwarzem Tank, schwarzen Felgen und grünem Rahmen erhältlich (Pearl Flat Stardust White genannt), außerdem in der Kombination Schwarz und Grün, wobei nur der Tank, die Seitenabdeckungen und das Heck grüne Akzente enthalten (als Candy Lime Green bezeichnet). Die dritte Farbkombination ist Schwarz und Blau (unter dem Namen Candy Plasma Blue bekannt). Der Preis in Deutschland war 3995,00  € ab Werk für die Farbe Candy Plasma Blue und 4095,00 € ab Werk für die anderen Farben.

### Version 2020
Die ersten beiden Farben waren auch hier erhältlich, wobei die dritte Farbkombination aus Schwarz mit neongrünem Rahmen besteht (Metallic Flat Spark Black). Candy Plasma Blue war nicht mehr verfügbar. Der Preis in Deutschland war 3991,76  € ab Werk für Candy Lime Green und 4089,24 € ab Werk für die anderen Farben.

### Version 2021
Im Jahr 2021 war das Motorrad in denselben Farben wie 2020 erhältlich (Metallic Flat Spark Black, Candy Lime Green und Pearl Flat Stardust White). Der Preis in Deutschland war 4295,00  € ab Werk für die Farbe Candy Lime Green und 4395,00 € ab Werk für die anderen Farben.

### Version 2022
Die Farbe Metallic Flat Spark Black blieb von den letzten Jahren erhalten, allerdings änderte sich bei Pearl Flat Stardust White die Position auf der Maschine. Der Tank und die Radabdeckung waren jetzt weiß, alles andere in Schwarz gehalten. Auch bei Candy Lime Green änderte sich die Position der Farbe. Nur an der Radabdeckung und neben dem Frontlicht waren noch Bereiche grün eingefärbt. Der Preis in Deutschland betrug 4495,00  € ab Werk für die Farbe Candy Lime Green und 4595,00 € ab Werk für die anderen Farben.

### Version 2023
Candy Lime Green blieb diesmal gleich, allerdings verschwanden die anderen beiden Farben. Die neue Farbe, die verfügbar war, hieß Pearl Storm Gray und meinte ein hauptsächlich in Grau gehaltenes Motorrad mit grünem Rahmen. Der Preis in Deutschland betrug 4495,00  € ab Werk für die Farbe Candy Lime Green und 5095,00 € ab Werk für die Farbe Pearl Storm Gray.

### Version 2024
Im Jahr 2024 waren die gleichen Farben wie 2023 verfügbar. Die Preise änderten sich nicht.

## Z 125 Performance
Neben der Standardvariante erscheint jedes Jahr eine Zusatzversion mit gleicher Motorisierung und Technik, allerdings mit einem sportlicheren Auspuff, einer Soziussitzabdeckung  sowie einer LED-Ganganzeige (seit 2022). Früher gehörte zur Sonderversion noch ein Tankpad (Schutzaufkleber auf dem Tank, der ihn vor Kratzern durch zum Beispiel die Schutzausrüstung schützt), ein Schutz der Karosserie, und ein Sturzpad statt der Ganganzeige (2019–2021). Die zusätzliche Ausstattung ist gegen Aufpreis auch bei der Standardversion erhältlich. Außerhalb Europas wird ein kleineres Motorrad mit 10 PS von Kawasaki unter dem Namen Kawasaki Z 125 Pro vertrieben.